# Charles Gilbert-Boucher
Pour les articles homonymes, voir Boucher.
Charles-Gustave Gilbert-Boucher (29 mai 1819 à Paris - 6 janvier 1886 à Luzarches) est un magistrat et homme politique français.

## Biographie
Fils du procureur général Louis Gilbert Boucher chargé de l'affaire Furcy, il étudia le droit, et, après avoir exercé la profession d'avocat, entra dans la magistrature, le 6 juin 1847, comme substitut au tribunal d'Auxerre. Commissaire du gouvernement au tribunal d'Avallon le 20 mars 1848, il passe ensuite à Provins en qualité de substitut du procureur de la République. Il refuse, après le coup d'État du 2 décembre 1851, de se rendre en disgrâce à Villeneuve-d'Agen ; mais il est réintégré, quelques années plus tard, dans la magistrature impériale, et nommé, le 13 octobre 1859, procureur impérial à Sens, d'où il passe à Meaux en 1861 ; puis il devient juge au tribunal civil de la Seine le 30 août 1865. 
Beau-frère de Henry Gabriel Didier, ancien député de l'Algérie française, et professant, comme lui, des idées libérales, il est nommé, après le 4 septembre 1870, conseiller à la cour d'appel de Paris, tandis que Didier acceptait le poste de procureur de la République.
Membre du conseil général de Seine-et-Oise pour le canton de Luzarches, Gilbert-Boucher devient en 1874 président de ce conseil, se déclare pour la politique de Thiers, et adhère à la Constitution de 1875. Porté sur la liste républicaine modérée, aux élections sénatoriales du 30 mai 1876, dans le département de Seine-et-Oise, avec Léon Say et Feray, il est, malgré l'opposition de Buffet, alors vice-président du conseil des ministres, élu sénateur, le 3e et dernier, par 449 voix (783 votants). Il prend place au centre gauche et vote avec les républicains de la Chambre haute. Gilbert-Boucher appuya le ministère parlementaire de Dufaure et continua de voter, après le renouvellement partiel de 1879, avec la fraction la plus conservatrice de la majorité sénatoriale. Réélu sénateur de Seine-et-Oise, le 8 janvier 1882, par 442 voix sur 783 votants, il prête son concours aux divers ministères opportunistes de la législature, est admis à la retraite comme conseiller à la cour de Paris le 26 novembre 1885, et mourut peu après, à Luzarches.

## Sources
- « Charles Gilbert-Boucher », dans Adolphe Robert et Gaston Cougny, Dictionnaire des parlementaires français, Edgar Bourloton, 1889-1891 [détail de l’édition]